# Daddy
Daddy – ostatni utwór z debiutanckiego albumu grupy Korn.
W utworze „Daddy” Jonathan Davis śpiewa o tym jak w dzieciństwie był molestowany seksualnie. Nie był on jednak ofiarą swojego ojca – jak sugeruje tytuł – lecz osoby, której tożsamości nie zdradził. Płacz wokalisty słyszany pod koniec utworu jest prawdziwy.
Utwór trwa 14 minut i 6 sekund, z czego 5 minut i 11 sekund to przerwa (pod sam koniec), po którym następuje ukryty utwór.

## Skład
- Jonathan Davis - wokal, dudy na początku utworu
- James Shaffer - gitara
- Reginald Arvizu - gitara basowa
- David Silveria - perkusja
- Brian Welch - wokal wspierający